# We Are Your Friends
We Are Your Friends (Música, amigos y fiesta en Hispanoamérica), es una película del año 2015 dirigida por Max Joseph en su debut como director, y escrita por Joseph y Meaghan Oppenheimer, en una historia de Richard Silverman. La película está protagonizada por Zac Efron, Emily Ratajkowski, Wes Bentley, Shiloh Fernandez y Jonny Weston.
La película fue lanzada por Warner Bros. Pictures el 28 de agosto de 2015. Financiada por StudioCanal, fue distribuida en Francia, Reino Unido, Alemania, Australia y Nueva Zelanda.

## Trama
La película sigue a un DJ joven tratando de triunfar en la industria musical. A través de los obstáculos que encuentra en su camino y con la influencia de un carismático productor musical, el aspirante a DJ se guía en el camino que lo lleva al éxito. Este DJ se acuesta con la asistente de su mentor

## Argumento
Cole Carter (Zac Efron), un joven DJ de 23 años de edad, lucha por su sueño de convertirse en un importante productor musical. Cuando James Reed (Wes Bentley), un DJ y productor más experimentado, se convierte en su mentor, Cole conecta con la novia de James, Sophie (Emily Ratajkowski). La relación de Cole con Sophie florece y se rompe el vínculo con su mentor, lo que obliga a Cole a tomar parte en las decisiones difíciles sobre su futuro. Al final el mentor le da otra oportunidad.

## Reparto
- Zac Efron como Cole Carter.
- Wes Bentley como James Reed.
- Emily Ratajkowski como Sophie.
- Shiloh Fernandez como Ollie.
- Alex Shaffer como Squirrel.
- Jonny Weston como Dustin Mason.
- Joey Rudman como Joe.
- Jon Bernthal como Paige.
- Vanessa Lengies como Mel.
- Jon Abrahams como promotor del club.
- Alicia Coppola como Tanya Romero.
- Korrina Rico como Crystal.
- Nicky Romero como él mismo.
- Dillon Francis como él mismo.
- Alesso como él mismo.
- Them Jeans como él mismo.

## Producción
El 6 de junio de 2014, Efron entró en negociaciones para protagonizar una película sin título sobre un DJ, que se estableció que sería dirigida por Max Joseph. La película es el debut como director de Max Joseph. El 31 de julio de 2014, Ratajkowski se unió al elenco de la película, que para entonces tenía el título de We Are Your Friends, y una fecha de inicio, el 18 de agosto. Jon Abrahams se unió al elenco el 5 de agosto, Alicia Coppola el 14 de agosto, y Wes Bentley el 18 de agosto. Jonny Weston, Shiloh Fernandez y Alex Shaffer también habían firmado para protagonizar. A finales de septiembre, continuaron los cástines para el resto de elenco de fondo de la película.

## Rodaje
El rodaje comenzó el 18 de agosto de 2014, en San Fernando Valley. Joseph coescribió el guion adaptado con Meaghan Oppenheimer, basado en una historia de Richard Silverman. Working Title Films y los socios Tim Bevan y Eric Fellner coprodujeron la película, que fue financiada por StudioCanal. Silverman fue productor ejecutivo. StudioCanal es el distribuidor en todo el mundo. La gira promocional de la película incluyó Londres, París y 6 ciudades de Norteamérica entre las que estuvieron (Toronto, Miami, Nueva York, Chicago, Los Ángeles y San Francisco).

## Estreno
En noviembre de 2014, Warner Bros. adquirió los derechos de distribución de la película en Norteamérica.
Dos semanas más tarde, StudioCanal anunció que la distribución internacional había sido vendida en varios mercados. El 28 de abril de 2015, Warner Bros. establece la liberación de la película para el 28 de agosto de 2015.

## Taquilla
La película recibió críticas mixtas de los críticos y se convirtió en un fracaso de taquilla. La película recaudó $1.8 millones de dólares en su primera semana, frente a un presupuesto de 6 millones, no llegándose a registrar entre las diez películas del box office de esa semana, colocándola en la posición #13 en taquilla. En el recuento de Box Office Mojo We are your friends  solo recaudando aproximadamente $772 dólares en promedio por cada sede, colocándola en cuarto lugar entre los peores estrenos de películas.
- Datos: Q18010765